# Рупоти
Рупоти (груз. რუფოთი) — село в Грузии, на территории Тержольского муниципалитета края (мхаре) Имеретия.

## География
Село находится в западной части Грузии, на берегах реки Чхары, на расстоянии приблизительно 2 километров (по прямой) к северо-востоку от города Тержола, административного центра муниципалитета. Абсолютная высота — 266 метров над уровнем моря.

## Население
По результатам официальной переписи населения 2014 года, в Рупоти проживало 1459 человек (725 мужчин и 734 женщины). В национальной структуре населения грузины составляли 99,9 %.
| Год  | Население, человек |
| ---- | ------------------ |
| 2002 | 1838               |
| 2014 | ↘ 1459             |